# Sonia Chocrón
Sonia Chocrón (Caracas, 17 de marzo de 1961) es una poeta, narradora y guionista de cine y televisión de origen judío. Está emparentada con el dramaturgo venezolano Isaac Chocrón.
Nacida en una familia judía española y criolla, es Licenciada en Comunicación Social de la Universidad Católica Andrés Bello. En 1982 ingresa al Taller de Poesía del Centro de Estudios Latinoamericanos Rómulo Gallegos (CELARG). En 1988 participa -por concurso- en el Taller "El Argumento de Ficción" de Gabriel García Márquez en la Escuela de Cine de San Antonio de los Baños, Cuba. De allí, viaja a México invitada por el Premio Nobel para fundar el Escritorio Cinematográfico Gabriel García Márquez. Su trabajo literario, así como sus guiones para cine y televisión, le han merecido diversos premios y reconocimientos a nivel local e internacional. 

## Obra
Su creación  literaria aparece publicada en ensayos y antologías en Europa, Latinoamérica, Estados Unidos, entre otros. 

### Poesía
- Toledana (1992), Monteávila Editores. Poesía[5][6]
- Púrpura (1998), Editorial La Liebre libre. Poesía[7]
- La buena hora (2002), Monteávila Editores. Poesía
- Poesía Re-unida (2010), Bid & Coeditores. Poesía
- Mary Poppins y otros poemas (2015), Editorial Lugar Común. Poesía
- Bruxa (2019), Editorial Kalathos-España. Poesía
- Hermana pequeña (2020). Editorial Eclepsidra. Poesía[8]
- Carnet de identidad (2023). LP5 Editora, Chile. Poesía

### Narrativa
- Usted. (2021). El Taller Blanco Ediciones. Cuento. Colombia
- Muela/Molar. (2015). University of Iowa. Cuento[9]
- La Dama Oscura (2014), Ediciones B. Novela
- Sábanas Negras (2013). Ediciones B./ Sudaquia Editores N.Y. Novela
- Las Mujeres de Houdini (2012), Bruguera. Novela[10]
- La virgen del baño turco y otros cuentos falaces (2008), Ediciones B. Cuento
- Falsas apariencias (2004), Editorial Alfaguara. Cuento

### Guiones para cine y TV
- Guion Original para el largometraje Cinematográfico "Oro Diablo". 2000.[11] Prenominada al premio Oscar como Mejor película Extranjera.
- "Dueña y Señora", telenovela. Primer programa de la TV puertorriqueña,. Año 2006
- Coescritora para el largometraje "The Lost Key". 2014.[12][13]
- Versión libre para TV del cuento "Los Inmigrantes" del novelista Rómulo Gallegos.

### Dramaturgia
- Ni un Pelo de Tontas. 2015[14]
- La Reina y yo. 2015[15]

## Premios recibidos
- Finalista Premio de la Crítica a la mejor novela, 2014, "Las Mujeres de Houdini"
- Mención Concurso de Cuentos del diario El Nacional.
- Primera finalista,  Premio Fundarte de Poesía, 1991, "Toledana".
- Primera finalista con Toledana, del Premio Internacional de Poesía José Antonio Pérez Bonalde, 1996.(Jurado: Blanca Varela, Cintio Vitier, Juan Sánchez Peláez y Saul Yurkievich)[16]
- Mención de Honor por el poemario La Buena Hora, Bienal Literaria José Rafael Pocaterra, 1996.
- Ganadora, Concurso Anual de Cuentos del diario El Nacional por el relato La Señora Hyde, 2000.